# Гіддензее
Гіддензее (нім. Hiddensee) — острів у Балтійському морі, належить до землі Мекленбург-Передня Померанія, Німеччина. Входить до Національного парку «Передньопомеранські лагуни».

## Географія

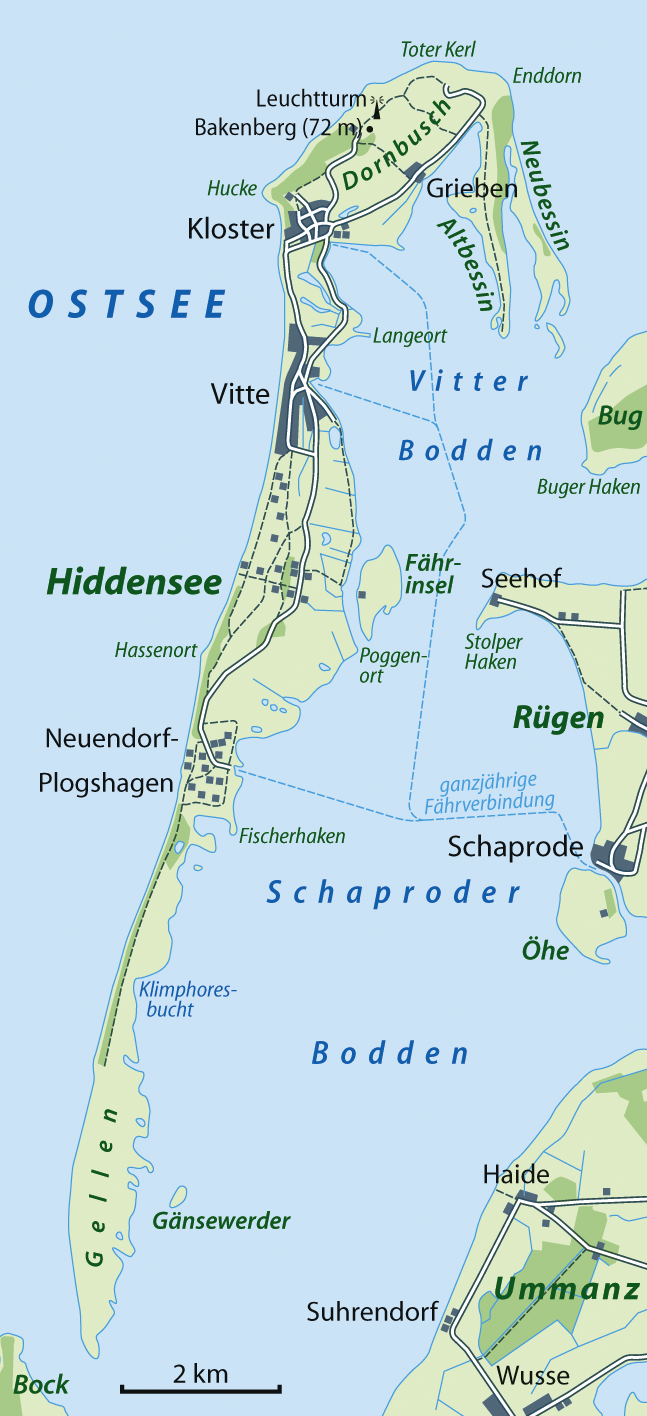

Гіддензее лежить на захід від острова Рюґен. Умовно Гіддензее ділиться на дві частини: північно-східну, горбисту з висотою близько 70 метрів, найвища точка — пагорб Бакендберґ, 72,7 метра над рівнем моря, та південну плоску, яка підноситься лише на кілька метрів над рівнем моря. 
У північно-східній частині є дві піщані коси довжиною три кілометри кожна. Острів відділений від материка протоками Шапродер, Віттер та Ґелленріґе.
Площа острова 19 км². Острів має у довжину 16,8 км, у ширину, в найвужчому місці, близько 250 метрів, у найширшому місці — 3,7 км.

## Клімат
На острові домінує мікроклімат, властивий узбережжю Балтики, з впливом морських та континентальних атмосферних мас. Характерними є часті, сильні, що змінюють один одного, вітри та тривалий період з сонячною погодою, у середньому близько 1850 годин на рік. За кількістю годин з сонячною погодою Гіддензее займає у Німеччині перше місце. 
Середня температура на острові складає близько +8 °C. Середня швидкість вітру становить 7 м/с. Кількість опадів на Гіддензее, на відміну від сусіднього острова Рюґен, дещо менша та становить 540 мм.

## Флора та фауна
Острів є найбільшим островом Національного парку «Передньопомеранські лагуни». Незаймані людиною землі на північному сході та на півдні острова дають притулок численним безхребетним тваринам. Вони є їжею для багатьох перелітних птахів. 
Гіддензее є одним з найважливіших місць відпочинку для журавлів, тому південь острова є природоохоронною зоною, куди вхід заборонений. 
На острові існує три природоохоронні зони: Ґелла та Ґензевердер на півдні, Дюненгайде на півночі.

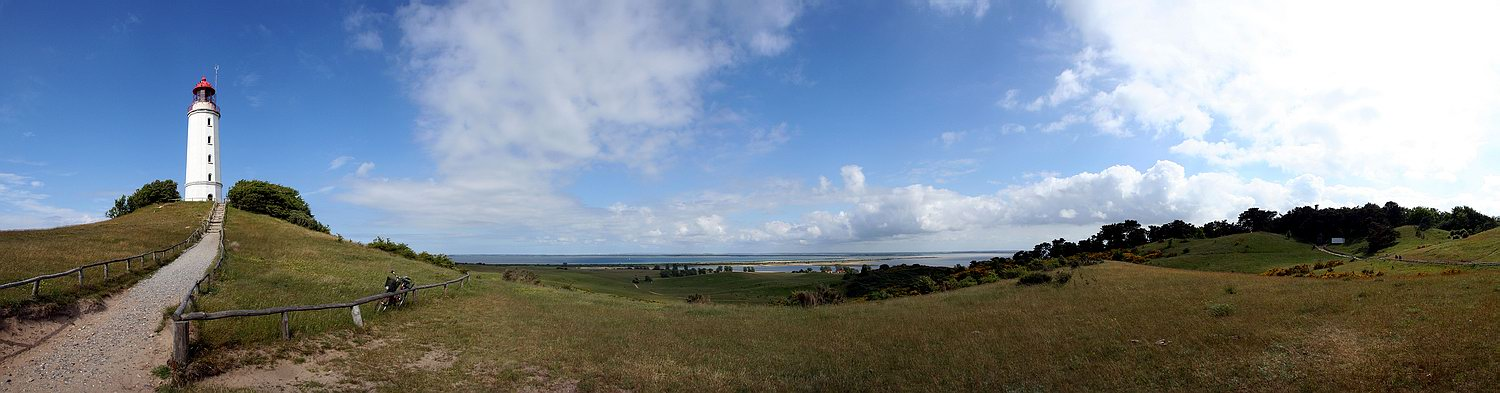
Панорама з маяком.